# 유발투자
유발투자(誘發投資)는 기술 혁신, 인구 증가, 이자율 감소 등의 결과로 실시된 독립 투자(혹은 자생적 투자)와는 달리 국민소득 내지 유효수요의 변화에 유발되어 이루어지는 투자를 가리킨다. 유발투자에는 소비수요 증대의 결과 야기되는 소비재 산업에서의 고정자본 투자라든가 일반적인 것으로서 생산고 증대에 따르는 원자재 반제품·완제품 등에의 재고투자가 있다. 유발투자를 이와 같이 소득 증감의 함수로 보는 견해는 가속도 원리에 지배된 것이다. 그리고 유발투자를 소득 수준의 함수로 보는 견해도 있으며 이를 속도 원리든가 이윤원리라고 부른다.